# Dorysthenes paradoxus
Dorysthenes paradoxus is een keversoort uit de familie boktorren (Cerambycidae). De wetenschappelijke naam van de soort is voor het eerst geldig gepubliceerd in 1833 door Faldermann.